# Gandhinagar (Vellore)
Gandhinagar es una ciudad y nagar Panchayat situada en el distrito de Vellore en el estado de Tamil Nadu (India). Su población es de 9114 habitantes (2011). Se encuentra a 4 km de Vellore y a 69 km de Kanchipuram.

## Demografía
Según el censo de 2011 la población de Gandhinagar era de 9114 habitantes, de los cuales 4111 eran hombres y 5003 eran mujeres. Gandhinagar tiene una tasa media de alfabetización del 96,23%, superior a la media estatal del 80,09%: la alfabetización masculina es del 97,97%, y la alfabetización femenina del 94,83%.